# Renan Lavigne
Renan Lavigne (* 1. November 1974 in Longjumeau) ist ein ehemaliger französischer Squashspieler. 

## Karriere
Renan Lavigne war von 1996 bis 2010 auf der PSA World Tour aktiv und gewann in dieser Zeit insgesamt neun Titel. Seine höchste Ranglistenplatzierung war Rang 17 im Oktober 2004. Bei Europameisterschaften wurde er zehnmal Vizemeister mit der Mannschaft und außerdem auch 2007 im Einzel. Er unterlag im Finale seinem Landsmann Grégory Gaultier in Lille mit 9:0, 9:1 und 9:1. Mit der französischen Nationalmannschaft wurde er außerdem 2003 und 2009 Vizeweltmeister. Er gehörte auch 1999, 2001, 2005 und 2007 zum Aufgebot. Zwischen 2003 und 2008 wurde er viermal französischer Vizemeister.
Renan Lavigne ist amtierender Vizepräsident der Professional Squash Association und französischer Nationaltrainer.

## Erfolge
- Vizeweltmeister mit der Mannschaft: 2003, 2009
- Vizeeuropameister im Einzel: 2007
- Vizeeuropameister mit der Mannschaft: 10 Finalteilnahmen (2000–2006, 2008–2010)
- Gewonnene PSA-Titel: 9
- Französischer Vizemeister: 2003–2005, 2008